# Ho Klitplantage
Ho Klitplantage är en skog i Danmark. Den ligger i Region Syddanmark, i den västra delen av landet. kring skogen förekommer hed och träskmarker.